# مییاچی
مییاچی (به لاتین: Mijači) یک منطقهٔ مسکونی در کرواسی است که در برستوواچ (کرواسی) واقع شده‌است. مییاچی ۱۸ نفر جمعیت دارد و ۲۴۶ متر بالاتر از سطح دریا واقع شده‌است.